# La Barraca (teatre)
La Barraca va ser un grup de teatre universitari de caràcter ambulant i orientació popular, coordinat i dirigit per Eduardo Ugarte i Federico García Lorca. Creada el 1931 amb ajuda governamental, al començament de la Segona República, i posada en marxa l'estiu de 1932, La Barraca tenia com a objectiu portar el teatre clàssic espanyol a zones amb poca activitat cultural de la península ibèrica. Es va desenvolupar de manera complementària amb el Teatro del pueblo, dirigit per Alejandro Casona, dins del projecte de les Missions Pedagògiques creades per Manuel Bartolomé Cossío, a partir de les missions ambulants dissenyades per Giner de los Ríos.

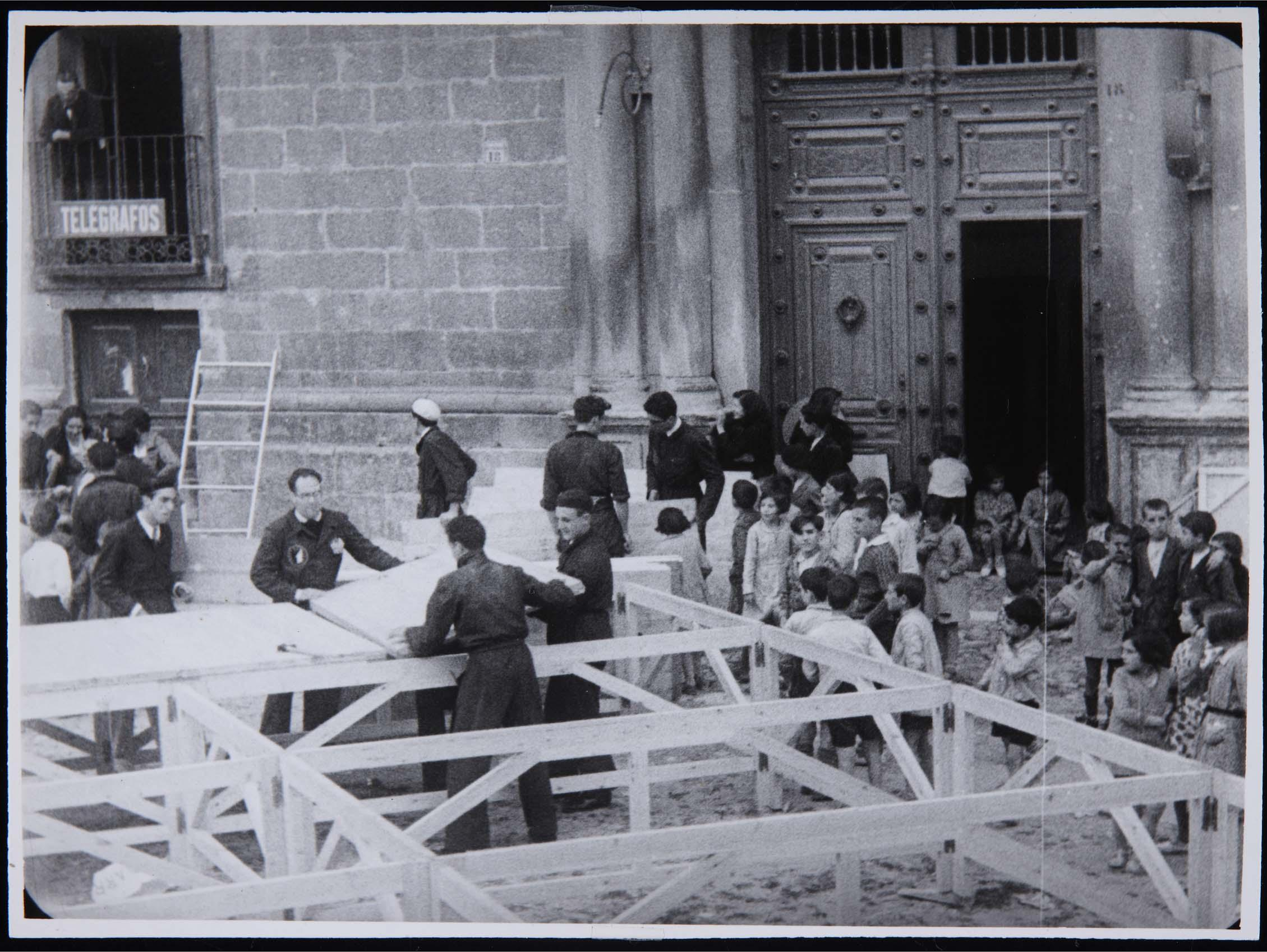
Muntatge de La Barraca

## Història
La presentació oficial del projecte va tenir lloc en el paranimf de la Universitat Central (Madrid), pocs dies abans del Nadal de 1931. Va ser essencial el compromís, com a ministre d'Instrucció Pública, de Fernando de los Ríos Urruti, amic de Lorca, per a aconseguir finançament o –tal com va expressar Indalecio Prieto, ministre d'Hisenda, de manera despectiva– "els diners per a les seves titelles".

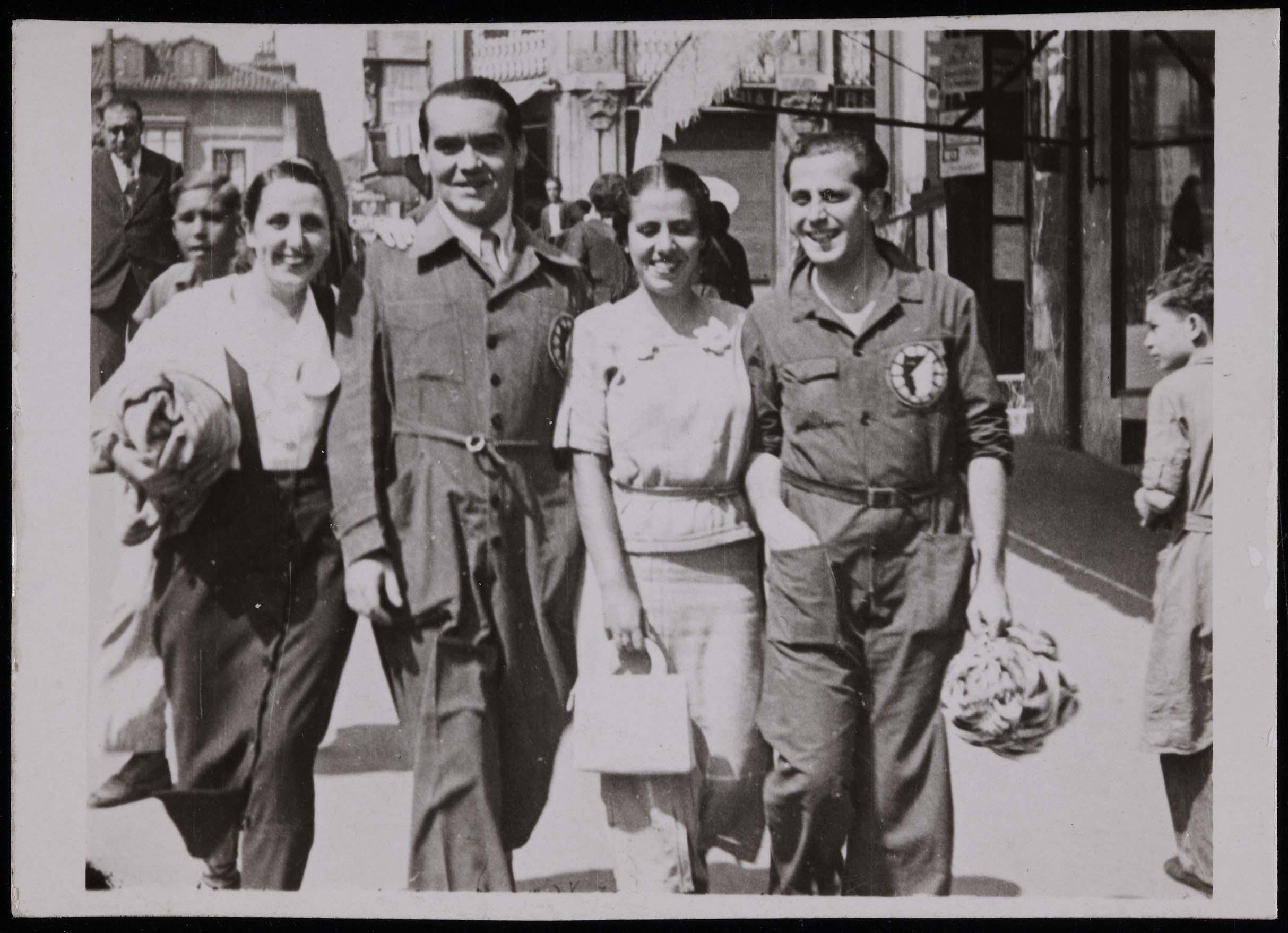
García Lorca i altres actors de la Barraca

"La Barraca", a partir del disseny original de Federico García Lorca, estava coordinada i administrada per un comitè format per quatre estudiants de Filosofia i Lletres en col·laboració amb altres quatre d'arquitectura, per a l'entramat tècnic, i alguns pintors i artistes de l'avantguarda. La direcció artística (selecció d'actors entre els estudiants) era responsabilitat de Federico i Ugarte. Tots ells prestaven els seus serveis voluntària i gratuïtament.

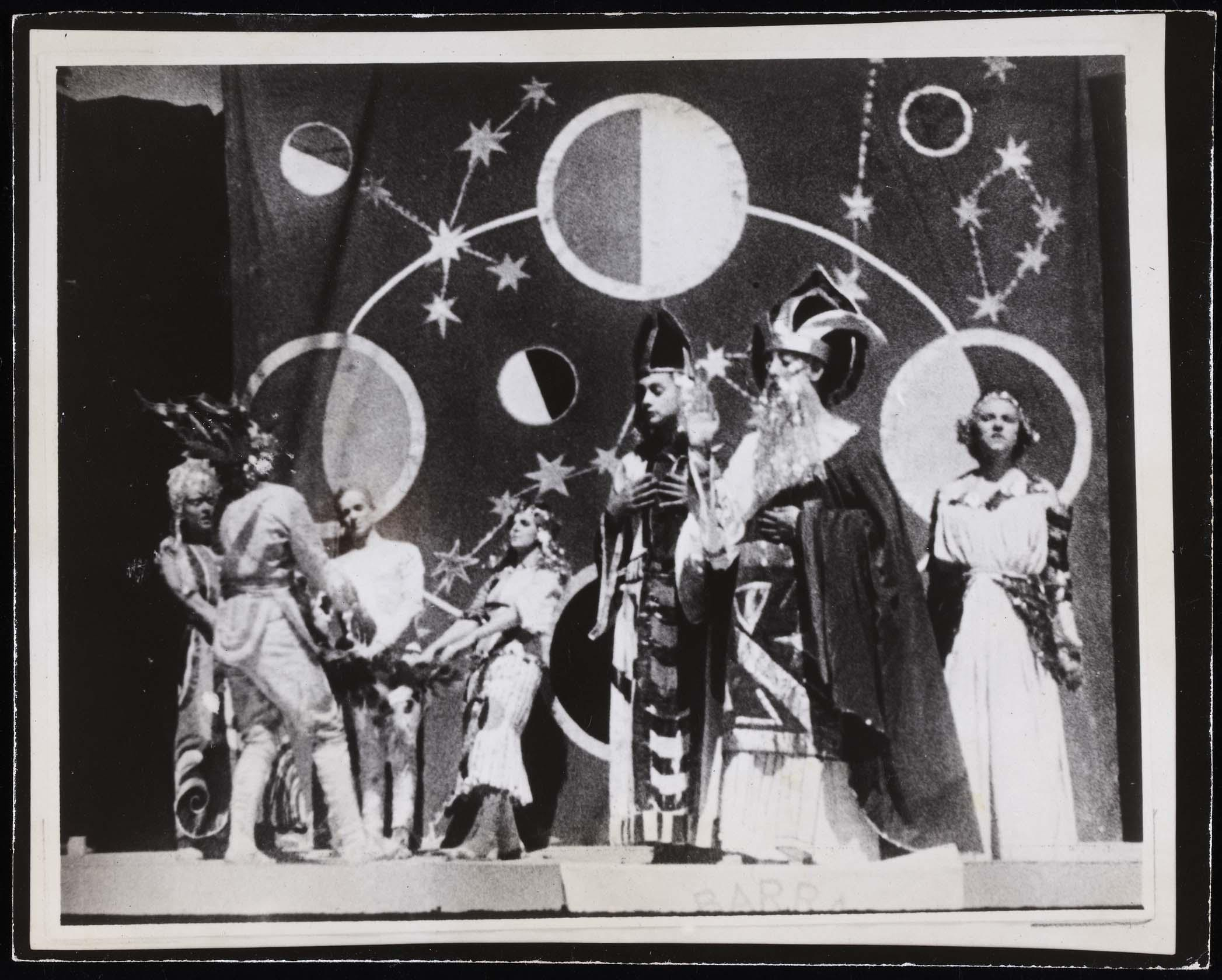
Representació de La Barraca

### Elenc
Directors
- Federico García Lorca
- Eduardo Ugarte
- Manuel Altolaguirre (període Guerra Civil)
- Miguel Hernández (període Guerra Civil)

Escenògrafs i figurinistes
- Norah Borges
- José Caballero
- Ramón Gaya
- Eduardo Ródenas
- Santiago Ontañón
- Manuel Ángeles Ortiz
- Benjamín Palencia
- Alfonso Ponce de León
- Alberto Sánchez Pérez

Principals actors
- Pilar Aguado Rodríguez
- Germán Bleiberg
- Rafael Calvo Revilla
- María del Carmen García Lasgoity
- Isabel García Lorca
- Emilio Garrigues
- Jacinto Higueras Cátedra
- Modesto Higueras Cátedra
- Diego Marín
- Juan Antonio Morales
- Arturo Sáenz de la Calzada
- Luis Sáenz de la Calzada
- Luis Felipe Vivanco
- Álvaro Custodio

Tots els components de la companyia disposaven d'una granota blava i les dones un vestit blau amb coll blanc. L'equip tècnic es transportava en camions proporcionats pel Departament d'Instrucció Pública, i les tasques de carregar, descarregar, muntar i desmuntar escenaris les feien els mateixos actors.

## Repertori
Des de la seva creació fins al cessament de les seves activitats amb el començament de la Guerra Civil Espanyola, es van representar un total de 13 obres de teatre en 74 localitats.

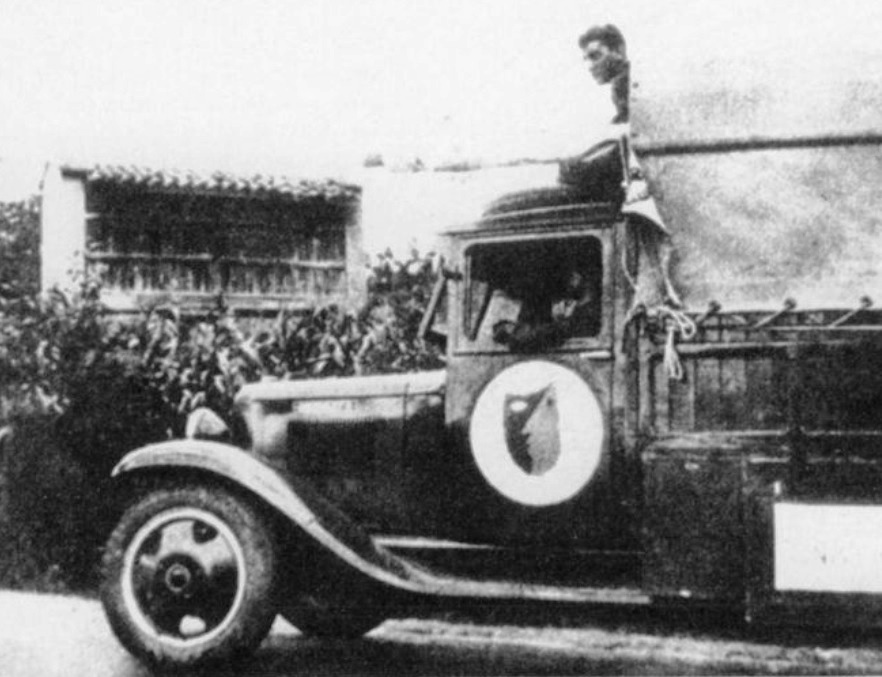
Camió de la Barraca, 1932

- Entremeses ("El país de Jauja"), de Lope de Rueda, i l'Égloga de Plácida y Victoriano, de Juan del Encina.
- El retablo de las Maravillas i entremesos com La guarda cuidadosa i La cueva de Salamanca, de Miguel de Cervantes.
- La vida es sueño i El gran teatro del mundo, autos de Calderón de la Barca.
- Fuenteovejuna, La dama boba i El caballero de Olmedo, de Lope de Vega.
- El Burlador de Sevilla, de Tirso de Molina.

- A més de la Fiesta del Romance (amb pàgines d'Antonio Machado i Lope de Vega), i una sola obra moderna: Historia del soldado, de Charles Ferdinand Ramuz, amb música de Stravinski.

## Pedagogia i propaganda
La Barraca es va posar en marxa el 10 de juliol de 1932. L'objectiu d'aquella primera gira eren les altes i oblidades terres sorianes. Els seus entusiasmats components no podien imaginar fins a quin punt el seu treball arribaria a ser criticat "com a instrument de propaganda" del Govern de la Segona República. Molt aviat, les crítiques es van convertir en sabotatges organitzats per grups universitaris d'ultradreta, com el que va rebentar la funció especial gairebé improvisada en el claustre a cel obert del Monestir de San Juan de Duero, després dels problemes desencadenats per una complicada funció, també improvisada a causa de la pluja, en el Teatre Principal de Sòria.
Més enllà dels objectius pedagògics de "La Barraca", resultava inevitable que fos un vehicle propagandístic, però no cap al poble, al qual estava destinada com a escola ambulant de teatre, sinó davant l'opinió pública internacional. La perspectiva històrica ha permès revelar que "La Barraca" va ser una de les millors cartes de presentació de la Segona República i, d'alguna manera, ho continua sent.

## Teló i seqüeles
L'última actuació de "La Barraca" fou a Barcelona, el 14 d'abril de 1936. El grup havia actuat a Barcelona, Terrassa i Sabadell en aquells dies i havia representat al Teatre Studium i al Tívoli, entre d'altres, Fuente Ovejuna, El Caballero de Olmedo i El retablo de las maravillas. Després de la revolta militar que va donar origen a la Guerra Civil Espanyola i l'assassinat de Federico, "La Barraca" es va paralitzar. Els seus membres es van escindir en dos bàndols i es van dispersar, atenent labors més urgents. Miguel Hernández en va ser nomenat director el 1937 per a reorganitzar el projecte, però la desarborada situació de la Segona República en el conflicte va fer que el projecte s'abandonés de nou.
Resulta paradoxal, potser, que algunes de les seqüeles o ressons de l'esperit de "La Barraca" es produïssin en el bàndol vencedor. José Caballero posaria en marxa més tard la seva companyia de teatre "La Tarumba" (funcionant a Huelva durant la Guerra Civil). Un altre projecte amb cert aire barraquero van ser els muntatges d'actuacions sacramentals a les catedrals espanyoles després de la guerra, fets per l'actor i director Luis Escobar Kirkpatrick. Per part seva, Modesto Higueras Cátedra, actor de "La Barraca", es considera responsable de la posada en marxa el 1939 del Teatre Nacional de les Organitzacions Juvenils, precedent del Teatre Espanyol Universitari, que al seu torn va servir de plataforma a alguns exemples del teatre independent a Espanya.
Entre els que van combatre en el bàndol republicà, va ser potser Álvaro Custodio el que va desenvolupar una carrera teatral més intensa i duradora. Durant el seu exili a Mèxic va formar una companyia, anomenada primer Teatre Espanyol de Mèxic i després Teatre Clàssic de Mèxic. Va posar en escena entre 1953 i 1973 l'obra dels clàssics amb una intenció didàctica similar a la de "La Barraca", encara que amb estructura i actors professionals.

## Homenatges i aniversaris
L'esperit i l'obra de La Barraca s'han recuperat, ja a títol didàctic, ja com a referent històric en diversos aniversaris i amb diferents protagonistes i entitats compromeses. Entre les més interessants iniciatives, per la seva continuïtat, hi ha la de Las huellas de La Barraca d'Acción Cultural Española, creada en 2006 (amb motiu del 75è aniversari de l'adveniment de la Segona República, que va fer possible l'aparició de la companyia ambulant de Lorca i Ugarte), i dirigida per un clàssic del teatre independent espanyol, el professor, actor i dramaturg César Oliva Olivares.
Un altre homenatge interessant, encara que modest, el constitueix la Fundación La Barraca, creada a Ciudad Guayana el 17 de juliol de 1973 i situada a l'Estat Bolívar (Veneçuela).